# Камиј Сен-Санс
Шарл Камиј Сен-Санс (фр. Charles-Camille Saint-Saëns; Париз, 9. октобра 1835 — Алжир, 16. децембра 1921), француски оргуљаш, диригент, педагог, а изнад свега композитор. Почео је да стиче популарност као дечак од 11 година јер је са лакоћом свирао оне композиције које су и за старије пијанисте представљале проблем. Културни хоризонти Сен-Санса били су велики. Био је астроном, филозоф, сликар, књижевник. Музику је учио код Халевија и Гуноа. Написао је велики број композиција у разноврсним музичким облицима, али му је, ипак, најомиљенији облик била симфонијска поема. Написао је 12 опера од којих је „Самсон и Далила“ извођена на свим великим оперским сценама. Поред великог броја камерних дела, ораторијума, пасакаља, симфонија, вокално-инструменталних облика, написао је и концерт за виолину, виолончело и оркестар. Све ово иде у прилог констатацији да је Сен-Санс творац француске симфоније и један од највећих мајстора међу француским композиторима у оркестрирању неког музичког дела.
Он је написао прву музику за филм, 1909. године. Коришћена је у филму који се зове Убиство војводе од Гиза.
Сен Санс није једини композитор музике за филм. То су радили и многи други аутори, како тада, тако и данас.
Камиј Сен-Санс је био ученик Гуноа, а иначе је разноврснија личност од поменутих композитора. Био је изврстан оргуљаш, пијаниста, диригент и председник новооснованог друштва Арс Галика (Француска уметност). Ова установа је имала за циљ да штити младе француске композиторе и да пропагира њихова дела. Ромен Ролан је дао изванредно запажање о овом друштву: „Оно је колевка и светилиште француске уметности. Кроз њега је прошло све велико што је написано у Француској од 1770. Године па надаље.“
Сен-Санс је написао више дела, од којих је најпознатије сценско дело Самсон и Далила, затим пет клавирских концерата , као и концерт за виолончело и оркестар. На репертоару великих виолиниста налази се његова Интродукција и Рондо капричозо за виолину и оркестар. На вокално подручју Сен-Санс има ораторијум Потоп и један Реквијем.

## Дела
- Интродукција и рондо капричозо
- 3 симфоније
- Карневал животиња
- Плес Смрти
- Самсон и Далила